# Nombre décagonal

Cinquième nombre décagonal :

En mathématiques, un nombre décagonal est un nombre figuré polygonal qui peut être représenté graphiquement par des points répartis dans un décagone. Le nombre décagonal d'ordre {\displaystyle n} est donné par la formule , :
{\displaystyle D_{n}=n(4n-3).}.
Les onze premiers nombres décagonaux sont : 1, 10, 27, 52, 85, 126, 175, 232, 297, 370, 451 (suite A001107 de l'OEIS).

## Obtention de ces nombres
Avec {\displaystyle n} points sur chaque côté du polygone extérieur, on ajoute à l'étape {\displaystyle n} : {\displaystyle 10-1} points sur les sommets et {\displaystyle (10-2)(n-2)} points à l'intérieur des côtés, d'où {\displaystyle D_{n}-D_{n-1}=9+8(n-2)=8(n-1)+1}.
Donc {\displaystyle D_{n}=\sum _{k=1}^{n}(8(k-1)+1)=\sum _{k=0}^{n-1}(8k+1)=4n(n-1)+n=n(4n-3)}.

## Propriétés
- {\displaystyle D_{n}} est la somme du nombre carré d'ordre {\displaystyle n} et de six fois le nombre triangulaire d'ordre {\displaystyle n}, autrement dit, {\displaystyle D_{n}=C_{n}+6T_{n-1}=n^{2}+3n(n-1)} .
- {\displaystyle D_{n}} est la somme du nombre pentagonal d'ordre {\displaystyle n} et de cinq nombres triangulaires d'ordre {\displaystyle n-1} : {\displaystyle D_{n}=P_{n}+5T_{n-1}={\frac {n(3n-1)}{2}}+{\frac {5n(n-1)}{2}}}.

- {\displaystyle D_{n}=n+8T_{n-1}=n+4n(n-1)} est congru à {\displaystyle n} modulo 8 et a donc même parité que lui.

- D'après le théorème des nombres polygonaux de Fermat, tout entier naturel est la somme d'au plus 10 nombres décagonaux.